# Wernerowo
Wernerowo (dawn. Maluszyn-Wernerowo) – wieś w Polsce położona w województwie mazowieckim, w powiecie sierpeckim, w gminie Sierpc. Ma status sołectwa.
| SIMC    | Nazwa    | Rodzaj    |
| ------- | -------- | --------- |
| 0575261 | Zakrzewo | część wsi |

W latach 1975–1998 miejscowość administracyjnie należała do województwa płockiego.